# Harnsalz
Harnsalz (auch Urinsalz) bezeichnet keine einheitlich definierte chemische Verbindung, sondern wurde zumeist früher in unterschiedlichen wissenschaftlichen Zusammenhängen für verschiedene Substanzen und Substanzgemische verwendet.
- Im Chemischen Wörterbuch (1807) werden die braunen, prismatischen Kristalle, die sich aus eingedunstetem Urin in der Kälte abscheiden, als Harnsalz (Sal urinae) benannt.[1] Nach der Entfernung der braunen Farbe durch Umkristallisation, wird das erhaltene Produkt auch als „schmelzbares Harnsalz“, „microcosmisches Salz“, sal essentiale urinae, sal microcosmicum oder „Natrium amoniato-phosphoricum“ bezeichnet; es ist ein Natrium/Ammonium-Mischsalz der Orthophosphorsäure.[1][2] Es wurde – neben anderen Urinsalzen – als sal microcosmicum von Andreas Sigismund Marggraf untersucht.[3]

- Heinrich August Pierer definiert es 1859 als „Sal urinae volatile, das durch die Destillation des Harns erhaltene kohlensaure Ammoniak“.[4]

- In der landwirtschaftlichen Literatur des frühen 19. Jahrhunderts wird im Zusammenhang mit der Aufarbeitung der Geruchsbelästigung von Latrinen das „Dungharnsalz“[5] (auch „Düngharnsalz“[6]) erwähnt. Dies sind Kalkpräzipitate – also Calciumsalze – der im Urin befindlichen Substanzen. Sie wurden auch als „Urate“[6] bezeichnet, sind aber in dem Sinne keine Salze der Harnsäure, für die diese Bezeichnung heute einheitlich verwendet wird.

- Ab dem frühen 20. Jahrhundert werden in der medizinischen Literatur gelegentlich die nadeligen Kristalle der Harnsäuresalze, die bei saurem pH entstehen, als Harnsalz bezeichnet.[7] Auch die als Harnsalze bezeichneten Ablagerungen in Gichtkoten sind keine einheitlichen Verbindungen, sondern können aus verschiedenen Materialien bestehen.[8]